# Saperda obliqua
Saperda obliqua es una especie de escarabajo longicornio del género Saperda, tribu Saperdini, subfamilia  Lamiinae. Fue descrita científicamente por Say en 1827.

## Descripción
Mide 14-19 milímetros de longitud.

## Distribución
Se distribuye por Canadá y Estados Unidos.